# Allmänna Svenska Ostutställningen
Allmänna svenska ostutställningen var en återkommande utställning av mejeriprodukter anordnade av Landtbruksstyrelsen.  
De första utställningarna – åren 1894, 1895,  1899 och 1904 – hölls i Stockholm. För dessa fyra erhölls statliga bidrag. Ytterligare utställningar anordnades åtminstone 1930 i Stockholm och 1934 i Göteborg. Bland tidiga vinnare hittas till exempel Boxholm Mejeri och Skråmträsk mejeri. 
Senare ersattes dessa ostutställningar av "Landtbruksstyrelsen anordnade ostlagerbedömningar, som äga rum vid resp. mejerier och afse att lämna ett utlåtande, grundadt på tillverkningen i sin helhet".